# Pholidophorichthys inermis
Pholidophorichthys inermis è un pesce osseo estinto, probabilmente vicino all'origine dei teleostei. Visse nel Giurassico superiore (Kimmeridgiano, circa 155 milioni di anni fa) e i suoi resti fossili sono stati ritrovati in Francia.

## Descrizione
Questo pesce era di piccole dimensioni e non raggiungeva i 10 centimetri di lunghezza; possedeva una testa voluminosa, grandi occhi e un corpo relativamente corto. Le ossa dermiche della testa e le scaglie erano ricoperti da ganoina. 
Pholidophorichthys era caratterizzato da ossa premascellari unite, mandibola dotata di processo coronoide ben separato e pinna dorsale posta prima delle pinne pelviche. La pinna caudale, inoltre, era dotata di fulcri alti lungo il margine dorsale. Le scaglie di Pholidophorichthys, infine, erano dotate di un margine posteriore seghettato. Erano presenti sei file di scaglie piuttosto alte sui fianchi.

## Classificazione
Pholidophorichthys inermis venne descritto per la prima volta nel 1978 da Gaudant, sulla base di fossili rinvenuti nella zona di Cerin in Francia, precedentemente attribuiti alla specie Pholidophorus segusianus (in seguito ridenominata dallo stesso Gaudant Lehmanophorus segusianus). 
Non è chiaro se Pholidophorichthys rappresenti a tutti gli effetti un rappresentante dei Pholidophoriformes o degli Ankylophoriformes, anche se è probabile che fosse più simile a questi ultimi nell'ambito dei teleostei arcaici.